# Burakumin
A burakumin (部落民) Japán egyik kisebbsége, amely az indiai érinthetetlenek kasztjához hasonlóan hátrányos társadalmi megkülönböztetést szenvedett el az idők során. Eredetét az eta (穢多) és hinin (非人) csoportokban kereshetjük, amelyek egészen a Meidzsi-korig léteztek. Ezek a csoportok különböző foglalkozási ágak szerint lettek elkülönítve, s a kirekesztés alapját a vérrel vagy halállal való érintkezés adta. Vagyis a kegare (tisztátalanság, 穢れ) iránti félelemben kereshetjük a gyökereit. A kisebbség létszámáról ma nem tudunk pontos adatokat, mivel nem szívesen vallja senki burakuminnek magát, viszont tény, hogy napjainkra szinte már teljesen eltűnt a kirekesztés ezen formája.

## Története
Az eta, hinin csoport eredetileg nem volt kirekesztve. Az eta foglalkozás eredetileg vadászmadaraknak szánt húst feldolgozó illetőt takart.  A sintóban a halottakkal foglalkozó munkálatokat végzők számítottak tisztátalannak, mivel úgy gondolták róluk, hogy rontást hozhatnak a közösségre. A buddhizmus átvétele után azonban az eta foglalkozás összeolvadt a sintó hitvilággal, így kirekesztetté vált az eta csoport is. A hinin szó a középkorban alakult ki buddhista hatásra, és gyűjtőneveként szolgált olyan csoportoknak, mint a takarítómunkálatokat végzők (kidzsome), vagy folyóparton lakók (kavaramono).
Az Edo-korban (1600–1867) a négy fő társadalmi státusz, a si–nó–kó–só (harcos, paraszt, kézműves, kereskedő) alatt kialakítottak egy regisztert az eta-hinin rétegnek is. Ebben a korban kétféle hinin csoport létezett: az egyik, aminek tagjai hininnek születtek és nem kerülhettek ki ebből a csoportból (kakae-hinin), míg a másik azoké volt, akik lesüllyedtek, így ha szerencséjük volt, ki is kerülhettek onnan (nobinin). Az Edo-kori térképeken sokszor találkozunk eta-falu (eta-mura) településsel, ahol ezek az emberek éltek. A burakut tekinthetjük az eta-falu továbbélésének, így a buraku-min kifejezés a burakuban élő lakókra utal.
A Meidzsi-korba lépve különböző törvények születtek helyzetük javítására, és 1871-ben kiadták a felszabadítási törvényt (kaihórei), mely megtiltotta burakuminként való megnevezésüket (ekkor sin heiminek, 'új közrendűek', moto-eta  'volt eta', vagy moto-hinin 'volt hinin' lettek) és nyilvántartásukat. Azonban számukat még a második világháború körül is hárommillióra becsülték, ami arról tanúskodik, hogy nyilvántartották őket. A 20. század elején jogvédő mozgalmakba kezdtek, amelynek eredményeképp ma szinte nem hallani a problémáról, de a szociális támogatások szintjén még mindig tapasztalnak egyenlőtlenségeket.
Napjainkban is hallani rémtörténeteket arról, hogy különböző nyomozásokat folytatnak cégek egy-egy illetőről, de ezeknek az extrém eseteknek az utolsó bizonyítható példáját 1968-ban találjuk. Ekkor nyilvánosságot kapott egy eset, amikor a második világháború előtti regiszterekből lenyomozták valaki felmenőit.